# 腹菌類

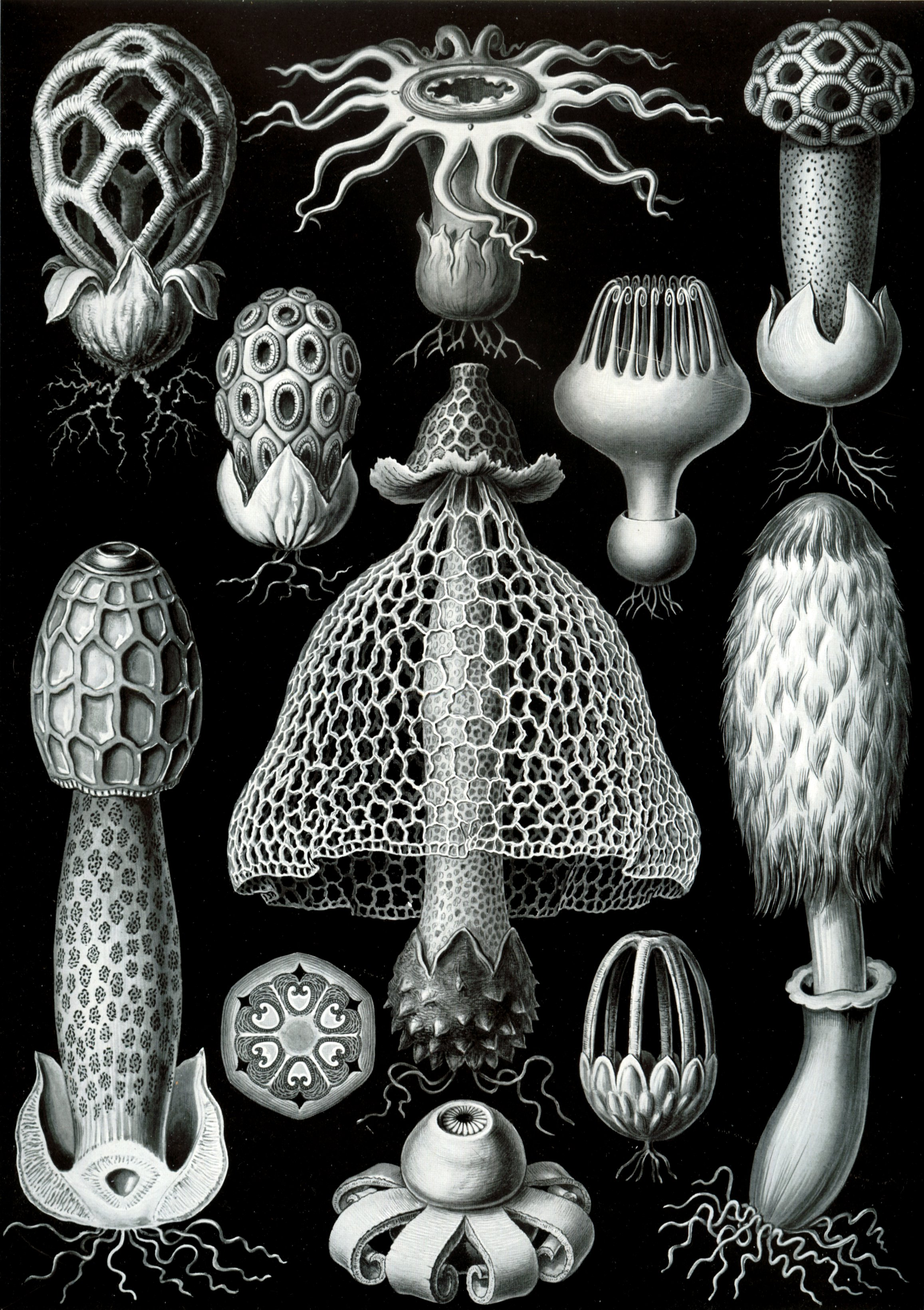
様々な腹菌類(ヘッケルによる)

腹菌類（ふっきんるい）は、担子菌類のうち、特に下記定義に示すような特徴を備えた種類の呼称である。
現在、菌類の分類上において正式・学術的な用語ではないが、一般的な｢傘｣や｢ひだ｣を備えたキノコ類とかなり異なった特徴を示す菌類群を便宜的にまとめた呼称といえる。

## 定義
一般的な担子菌はいわゆる傘を持ったキノコであるが、それらの共通の特徴は担子胞子を子実体の（笠の下のひだや管などの）表面に作ることにある。これに対して、子実体の内側に担子胞子を作り、キノコが成熟すると外に放出するのが腹菌類である。そのため、一般的なキノコのイメージとは大きく離れたものが多い。

## 子実体の型
おもに2種類のタイプに分類される
- 臭いにおいを出すタイプ

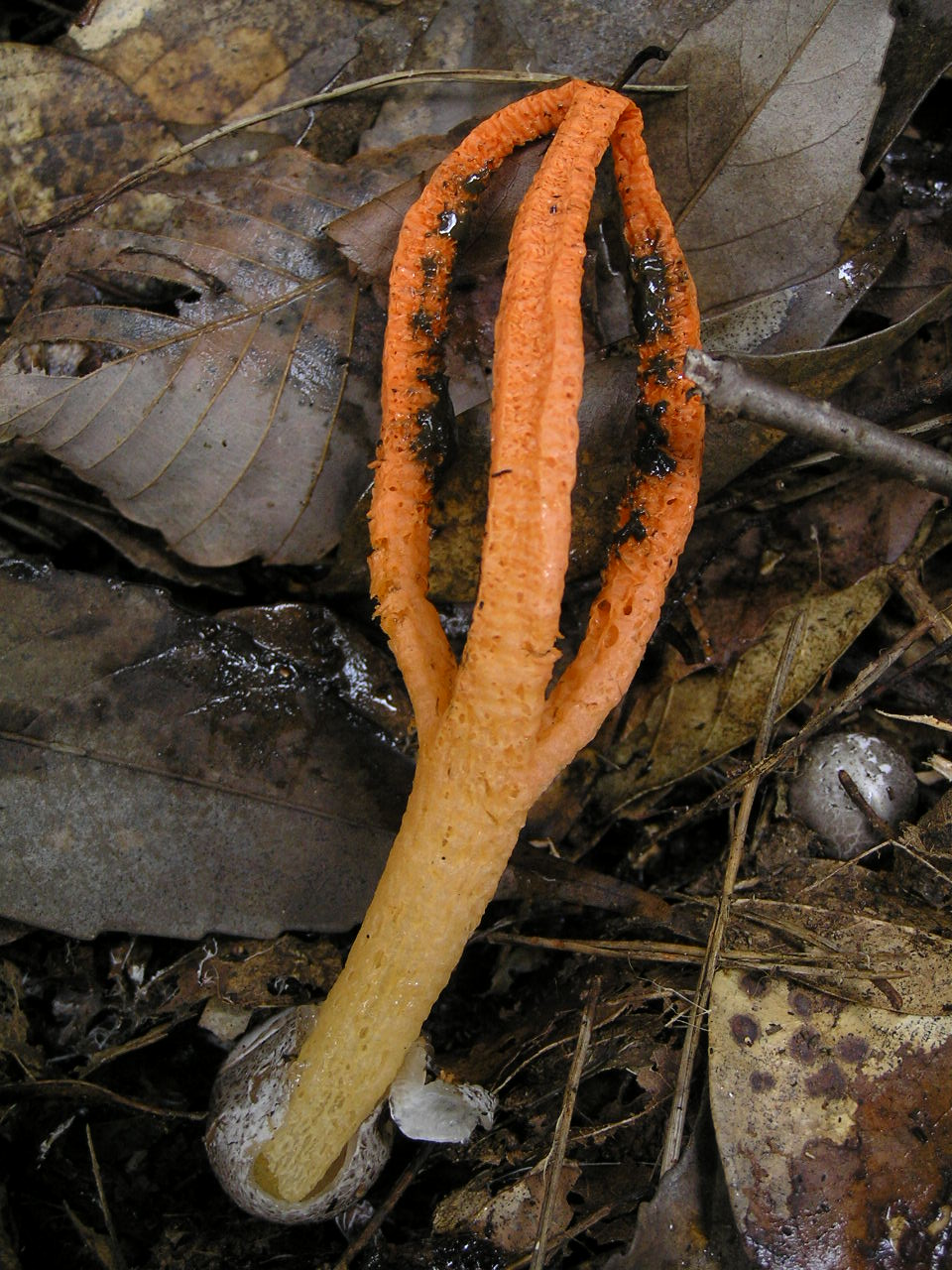
赤紅色と黄色系があるサンコタケ

特徴として、卵のような菌蕾の中で形ができて、その中からキノコがでてくる。卵の中身は透明のゼリーが詰まっておりこれが成長するもとになる。さらに成長が進むとキノコの頭頂部から粘液にまみれた胞子とともに強い臭気を出すようになる。しかし全てが悪臭というわけではなく、シマイヌノエフデのように芳香を発する種類もある。
この臭いがハエをおびき寄せ粘液を運んでもらう。この粘液こそキノコの胞子でありハエを媒介者として利用するために臭いにおいを出しているのだと思われる。有名なキノコとしてはスッポンタケやキヌガサタケ、キツネノエフデ、サンコタケ、イカタケなどがある。
これらのキノコは非常に珍しい種類もあって絶滅寸前種に指定されているものも多い。
- 熟成するとホコリのようなものを噴出するタイプ

こちらは前者とはまったくタイプが違うが同じ腹菌類に分類される。多くは丸い形をしている。成長が進むにしたがってその丸い部分がふくれてゆき、中に胞子がたくさん詰まってくる。そして、最終的にはその胞子を埃のように噴出する。
このタイプのキノコは山で踏むと煙がでるキノコとして有名であり、食べられるタイプが結構ある。有名なキノコとしてはオニフスベやツチグリ、ノウタケ、クチベニタケなどがある。食べられるといっても若いうちだけであり煙がでるようになったらもはや食べることはできない。
前者・後者ともに、胞子はグレバと呼ばれる粘液の中に入っているが、後者は成熟するにつれて粘性を失い乾燥した埃状となる。
ほかにも、チャダイゴケやタマハジキタケなどは胞子の入った袋を外へ飛ばすようになっている。

## 利用
キヌガサタケなどは前者の中ではめずらしく食べることができ、中華料理では超高級食材のひとつとして数えられる。スッポンタケも同様に食用となるが、グレバに悪臭があるのでよく洗い流してから調理する。

## 分類
その子実体の形の特異さから、担子菌類を分類するとき、サビキンなどを除けば、まず普通のキノコ類と腹菌類に分け、腹菌綱とするのが通例であった。しかし、現在では分子系統学の発展に伴い、このグループは多系統であり、いくつかのキノコのグループと近縁のものが含まれていることが判明した。例としては、ショウロはヌメリイグチ属と近縁であることが判明してイグチ目に編入されている。中には、通常のキノコ類から腹菌へ移行しつつあると考えられる「セコティオイド菌類」と呼ばれる一群も発見されている。
しかし、外見で区別するのは便利な群であり、今後も使われることはあるものと思われる。